# Iolgo
Der Iolgo (russisch Иолго́) ist ein Gebirgszug im nördlichen Altaigebirge in der russischen Republik Altai.
Der Iolgo-Kamm verläuft etwa 90 km in NNW-SSO-Richtung und bildet dabei die Wasserscheide zwischen den beiden Ob-Quellflüssen Bija im Osten und Katun im Westen. Die höchste Erhebung bildet der 2615 m hohe Albagan. Das Gebirge besteht aus Kalkstein, Sandstein, Schiefern aus dem unteren Paläozoikum sowie vulkanischen Tuffgesteinen aus dem mittleren Paläozoikum und Granitkörpern mit kataklastischem Gefüge. Der Iolgo besitzt Mittelgebirgscharakter.
An den Osthängen dominiert eine Taiga aus Fichten und Sibirischen Zirbelkiefern. Dagegen sind die Westhänge hauptsächlich mit Wäldern bestehend aus Birken, Fichten und Lärchen bedeckt. Oberhalb 1700 m wächst subalpine und alpine Vegetation. Außerdem treten Bergtundra und Schotterflächen zum Vorschein.

## Berge (Auswahl)
Im Folgenden sind eine Reihe von Gipfeln entlang dem Iolgo-Hauptkamm sortiert in Nord-Süd-Richtung aufgelistet:
- Akkaja (Аккая) (2385 m) (⊙)
- Kara (Кара) (2175 m) (⊙)
- Albagan (Альбаган) (2615 m) (⊙)
- Werschina Karasu (Вершина Карасу) (2557 m) (⊙)
- Aksaekan (Аксаэкан) (2286 m) (⊙)